# Telekommunikation
 Denne artikel bør gennemlæses af en person med fagkendskab for at sikre den faglige korrekthed.

Telekommunikation (og datakommunikation) er den biståede transmission af signaler over en vis afstand med formålet kommunikation. I tidligere tider, kan det have omfattet anvendelsen af røgsignaler, trommer, semaforer, flag eller heliografer. I moderne tider omfatter telekommunikation typisk anvendelsen af elektroniske enheder eller apparater såsom telefonen, fjernsyn, radio eller computer. Tidlige telekommunikationsopfindere omfatter Alexander Graham Bell, Guglielmo Marconi og John Logie Baird. Telekommunikation er en vigtig del af verdensøkonomien og telekommunikationsindustrien omsætning var anslået til at være 3,85 billioner dollars i 2008.

## Historie

### Tidlig telekommunikation
I middelalderen blev kæder af fyr almindeligvis anvendt på bakketoppe som en måde at videresende et signal. Fyrkæder led under ulempen, at de kun kunne sende en informationsbit, så betydningen af en besked såsom "fjenden er blevet set" blev nødt til at blive aftalt på forhånd. En bemærkelsesværdig anvendelse var under den Spanske Armada, da en fyrkæde sendte et signal fra Plymouth til London.

I 1792 byggede den franske ingeniør Claude Chappe den første faste visuelle telegrafisystem (eller semaforlinje) mellem Lille og Paris.
 Men semaforer led af behovet for operatorer og dyre tårne i intervaller af 10 til 30 kilometer. På grund af konkurrencen fra de elektriske telegrafer, blev den sidste kommercielle semaforlinje nedlagt i 1880.

Brevduer er med mellemrum blevet anvendt gennem historien af forskellige kulturer. Brevduer menes at have persiske rødder og blev anvendt af romerne til at bistå deres militær. Frontinus sagde at Julius Caesar anvendte duer som budbringere i hans besejring af Gallien.

Grækerne overbragte navnene på antikkens olympiske leges vindere til forskellige byer ved at anvende brevduer.
  I det tidlige 19. århundrede anvendte de hollandske myndigheder brevduer i Java og Sumatra. I 1849 startede Paul Julius Reuter en brevdueservice til at flyve børskurser mellem Aachen og Bruxelles, en service som fungerede i et år indtil telegrafhullet blev lukket.

### Telegrafi og telefoni
Sir Charles Wheatstone og Sir William Fothergill Cooke opfandt den elektriske telegraf i 1837.
 Den første kommercielle elektriske telegraf blev formodentlig konstrueret af Wheatstone og Cooke og åbnede 9. april 1839.[kilde mangler] Begge opfindere anså deres apparater som "en forbedring af den [eksisterende] elektromagnetiske telegraf" ikke som nyt apparat.

Samuel Morse udviklede uafhængigt en version af den elektriske telegraf som han uden større succes demonstrerede 2. september 1837. Hans kode var en vigtig videreudvikling i forhold til Wheatstones signaleringsmetoder. Den første transatlantiske telegrafkabel blev med succes færdigt 27. juli 1866 og tillod transatlantisk telekommunikation for første gang.

Den konventionelle telefon blev uafhængigt opfundet af Alexander Bell og Elisha Gray i 1876.

Antonio Meucci opfandt det første apparat som tillod elektrisk transmission af stemme over ledning i 1849. Men Meuccis apparat var af mindre praktisk betydning da den var afhængig af at brugeren placerede modtageren i munden for at kunne "høre" hvad der blev sagt.

Den første kommercielle telefonservice blev sat i drift 1878 og 1879 på begge sider af Atlanten i byerne New Haven og London.

### Radio og fjernsyn
I 1832 gav James Lindsay en klasseværelsesdemonstration af trådløs telegrafi til sine studerende. I 1854 var han i stand til at demonstrere en transmission over Firth of Tay fra Dundee, Skotland til Woodhaven, en afstand på ca. 3 km ved at anvende vand som transmissionsmedium.

I december 1901 etablerede Guglielmo Marconi trådløs kommunikation mellem St. John's, Newfoundland (Canada) og Poldhu, Cornwall (England, Storbritannien), hvilket resulterede i 1909 Nobelprisen i fysik (hvilket han delte med Karl Braun).

Men radiokommunikation i det små var allerede blevet demonstreret i 1893 af Nikola Tesla i en præsentation til National Electric Light Association.

D. 25. marts 1925 demonstrerede John Logie Baird transmissionen af levende billeder ved London butikken Selfridges. Bairds apparat anvendte en Nipkow disk og blev derfor kendt som mekanisk fjernsyn. Den lå til grund for de eksperimentelle udsendelser gjort af British Broadcasting Corporation i begyndelsen; 30. september 1929.

Igennem det meste af det 20. århundrede var fjernsyn afhængig af katodestrålerør (billedrør) opfundet af Karl Braun. Den første version af fjernsyn med stabilt billedrør blev produceret af Philo Farnsworth og demonstreret for sin familie 7. september 1927.

### Datanet og internettet
11. september 1940 var George Stibitz i stand til at overføre regneopgaver under anvendelse af en fjernskriver til sin Complex Number Calculator i New York og modtog de beregnede resultater tilbage til Dartmouth College i New Hampshire.

Denne konfiguration af en central computer eller mainframe med "dumme" fjernterminaler forblev populær op gennem 1950'erne. Men det var ikke før i 1960'erne at forskere startede med at undersøge pakkekoblet datanet — en teknologi som ville tillade informationsenheder i form af datapakker at blive sendt til forskellige computere uden først at passere gennem en centraliseret mainframe. et 4-node datanet spirede frem 5. december 1969; dette datanet ville blive til ARPANET, hvilket ved 1981 ville bestå af 213 noder.

ARPANETs udvikling var centreret omkring Request for Comments-processen og 7. april 1969 blev RFC 1 publiceret. Denne proces var vigtig fordi ARPANET eventuelt ville smelte sammen med andre datanet og udgøre et internet. Og mange af dataprotokollerne som internettet er afhængige af i dag blev specificeret gennem Request for Comments-processen (som selv i dag 2009 stadig er aktiv). September 1981 introducerede RFC 791 Internet protocol v4 (IPv4) og RFC 793 introducerede Transmission Control Protocol (TCP) — og så var TCP/IP protokolsammensætningen som meget af internettet er afhængig af i dag lavet.
Men ikke al vigtig udvikling blev gjort gennem Request for Comments-processen. To populære datalinkprotokoller til local area network (LANs) dukkede op i 1970'erne. Et patent på token ring protokollen blev indgivet af Olof Soderblom 29. oktober 1974 og en artikel over Ethernet protokollen blev publiceret af Robert Metcalfe og David Boggs i juli 1976 i en udgave af Communications of the ACM.

## Etymologi
Ordet telekommunikation blev tilpasset fra det franske ord télécommunication. Det er en sammensætning af det græske præfiks tele- (τηλε-), der betyder 'langt ude', og latin communicare, der betyder 'at dele'.

Det franske ord télécommunication blev dannet i 1904 af den franske ingeniør og novelist Édouard Estaunié.

## Grundbegreber
Et antal gennemgående grundbegreber findes i litteraturen om moderne telekommunikationssystemer. Nogle af disse begreber nævnes herunder.

### Grundelementer
Et grundlæggende telekommunikationssystem; dataforbindelse består af 3 elementer:
- en sender som tager information og konverterer det til et signal;
- et transmissionsmedium som bærer signalet; og,
- en modtager som modtager signalet og konverterer det tilbage til brugbar information.

For eksempel, i en radioudsendelse er radiomasten senderen, rummet (atmosfæren) er transmissionsmedium og radiomodtageren er modtager. Ofte er telekommunikationssystemer tovejs med et enkelt apparat som kan virke som både sender og modtager – også kendt som en transceiver. For eksempel er en mobiltelefon en transceiver.

Telekommunikation over en telefonlinje kaldes punkt-til-punkt kommunikation fordi det er imellem netop en sender og en modtager. Telekommunikation gennem radioudsendelse kaldes massekommunikation fordi det er fra en stærk sender og talrige modtagere.

### Analog eller digital
Signaler er altid analoge, men de kan være designet til at blive aftastet og fortolket enten analogt eller digitalt. I et analogt signal, varieres signalet kontinuert med hensyn til informationen. I et digitalt signal, kodes information som en mængde diskrete værdier (for eksempel ettere og nullere). Under transmissionen vil information indeholdt i analoge signaler blive forvansket af støj. I modsætning hertil, undtagen hvis støjen overskrider en bestemt tærskel, vil den indeholdte information i digitale signaler forblive intakte. Robusthed overfor støj er en af de største fordele ved digitale signaler over analoge signaler.

### Datanet
Et datanet er en samling af sendere, modtager og transceivere, som kommunikerer med hinanden. Digitale datanet består af en eller flere routere, som arbejder sammen med at sende information til den korrekte bruger. Et analog datanet består af en eller flere switches, som etablerer en forbindelse mellem 2 eller flere brugere. For begge typer af datanet, kan datanet-repeatere være nødvendige for at forstærke eller regenerere signalet, når det bliver sendt over lange afstande. Forstærkningen eller regenereringen benyttes for at imødekomme dæmpning, som kan gøre signalet ukendeligt på grund af støj.

### Kanaler
En kanal er resultatet af en opdeling af et transmissionsmedium, så mediet kan anvendes til at sende mange samtidige informationsstrømme på hver sin kanal. For eksempel, kan en radiostation sende på 96,1 MHz mens en anden radiostation kan sende på 94,5 MHz. I dette tilfælde, er mediet blevet opdelt efter frekvens og hver kanal har en separat frekvens at sende på. Alternativt kunne man tildele hver kanal en gentagent tidssegment over hvilken der sendes — dette er kendt som time-division multiplexing og anvendes sommetider i digital kommunikation.

For medier der er frekvensopdelte, er måden en senders udsendte frekvensinterval håndhæves på – og en modtager netop kun bringes til at lytte til den rigtige kanal (frekvensinterval), er ved hjælp af analoge filtre eller digitale filtre.

### Modulation
Signalets måde at indeholde information på, kaldes modulation. Modulation kan anvendes til at repræsentere en digital besked som en analog bølgeform. Dette er kendt som nøgling og adskillige kodeteknikker eksisterer (disse omfatter faseskift-nøgling, frekvensskift-nøgling and amplitudeskift-nøgling). Bluetooth, for eksempel, anvender faseskift-nøgling til at udveksle information mellem enheder.

Modulation kan også anvendes til at sende information af analoge signaler på højere frekvenser. Dette er nyttigt da lavfrekvente analoge signaler ikke effektivt kan sendes igennem det frie rum. Derfor må informationen fra et lavfrekvent analogt signal påtrykkes et højere frekvent signal (kendt som en bærebølge) før udsendelse. Der findes adskillige forskellige modulationstyper tilgængeligt til at opnå dette (to af de mest grundlæggende er amplitudemodulation og frekvensmodulation). Et eksempel af denne proces er en DJs stemme som bliver påtrykt på en 96 MHz bærebølge ved at anvende frekvensmodulation (stemmen kan så modtages på en radio som en kanal på “96 FM”).